# De dame met het hondje
"De dame met het hondje" (Russisch: Дама с собачкой, Dama s sobatsjkoj) is een kort verhaal van Anton Tsjechov dat werd gepubliceerd in 1899.  Het verhaal gaat over een overspelige affaire tussen een bankier en een jonge vrouw die hij ontmoet tijdens zijn vakantie in Jalta.
Het verhaal bestaat uit vier delen: deel I beschrijft de eerste ontmoeting in Jalta, deel II het tot stand komen van de affaire en de resterende tijd in Jalta, deel III de terugkeer van Goerov naar Moskou en zijn bezoek aan de stad waar Anna woont, deel IV Anna's bezoekjes aan Moskou. Het is een van de beroemdste korte verhalen van Tsjechov en volgens Vladimir Nabokov een van de beste ooit geschreven.

## Het verhaal
Dmitri Goerov is een bankmedewerker uit Moskou, getrouwd en heeft een dochter en twee zoons.  Niet gelukkig in zijn huwelijk is hij vaak ontrouw en hij beschouwt vrouwen als een minderwaardige soort.  Op vakantie in Jalta ziet hij regelmatig een jongedame met haar hondje over de boulevard of in een park wandelen. Het lukt hem contact met haar te leggen. Anna Sergejevna is ook op vakantie terwijl haar man thuis is gebleven in een niet-genoemd provinciestadje. Ook bij Anna heeft het huwelijk niet helemaal gebracht wat ze ervan verwachtte. Tussen haar en de veel oudere Dmitri komt een relatie tot stand waarbij ze veel tijd samen doorbrengen en per koets ritjes maken naar het nabijgelegen Oreanda.  Anna verwacht dat haar echtgenoot ook naar Jalta zal komen maar uiteindelijk stuurt hij bericht of ze terug kan komen omdat hij een oogkwaal heeft gekregen. Goerov brengt haar naar het station en neemt afscheid.
Teruggekeerd naar Moskou en zijn dagelijkse routine, overdag werken en 's avonds kaartspelen op de club, verwacht Goerov dat hij Anna snel zal vergeten. Het tegendeel gebeurt: hij wordt achtervolgd door de herinnering aan haar. Met als smoes dat hij naar St. Petersburg moet om iemands zaken te behartigen reist hij naar haar woonplaats om haar te zoeken. Het adres van haar woonhuis verneemt hij van de portier van het hotel, dat blijkt makkelijk te vinden. Tijdens enkele keren langswandelen realiseert hij zich dat op deze vrije dag haar man waarschijnlijk thuis is en het zinloos en ongepast is zomaar binnen te stappen. Vertwijfeld denkt hij dat Anna hem mogelijk is vergeten en een ander heeft, en keert terug naar zijn hotel voor een lange middagslaap.
Zich afvragend wat 's avonds te doen, herinnert hij zich een plakkaat waarop een uitvoering van De geisha wordt aangekondigd.  Overwegende dat Anna en haar man een van de eerste voorstellingen zouden kunnen bezoeken, gaat hij naar de schouwburg. Vanaf zijn zitplaats ziet hij het paar binnenkomen en hij kijkt aandachtig toe. Als haar man in de eerste pauze de zaal verlaat om een sigaret te roken, gaat Goerov naar Anna en begroet haar. Ze is verbijsterd, zegt niets en rent even later de zaal uit. Na haar door de gangen van de schouwburg te zijn gevolgd achterhaalt hij Anna, en in een kort gesprek vertrouwt ze hem toe dat ze steeds aan hem heeft gedacht.  Ontredderd vraagt ze hem nu weg te gaan en belooft daarbij dat ze naar Moskou zal komen om hem te ontmoeten, waarna Goerov de schouwburg verlaat.
Ze bedenkt een excuus om naar Moskou te gaan, vertelt haar man dat ze een specialist bezoekt voor een ziekte, "en haar man geloofde haar en geloofde haar toch ook weer niet". Goerov realiseert zich bij een ontmoeting dat hij voor het eerst in zijn leven echt verliefd is en vraagt zich af hoe ze verder kunnen gaan. Hij ervaart dat zijn leven zich in twee werelden afspeelt: een gezin, een baan, sociale bezigheden; zichtbaar en controleerbaar. En zijn andere leven met Anna: tot nu toe in het verborgene maar voor hemzelf ongeveinsd. Hij vraagt zich af hoe dit probleem moet worden opgelost. Terwijl ze plannen maken en mogelijkheden bespreken om eruit te komen, eindigt het verhaal zonder oplossing.

## Publicatiegeschiedenis
Het verhaal werd geschreven in Jalta waarheen Tsjechov was verhuisd op advies van zijn dokter in verband met zijn voortschrijdende tuberculose.
Het werd voor het eerst gepubliceerd in de uitgave van december 1899 van het tijdschrift Russkaya Mysl (Russische gedachten) met de subtitel "Een Verhaal" ("Rasskaz").  Daarna is het in vele verzamelwerken gepubliceerd, het is een van Tsjechovs bekendste verhalen. De eerste Engelse vertaling verscheen in 1903.

## Bewerkingen
Een filmversie werd in 1960 geproduceerd door Josef Cheifitz met in de hoofdrollen Alexei Batalov en Iya Savvina. Op het filmfestival van 1960 in Cannes won het een speciale prijs voor "verheven humanisme en artistieke excellentie".
Rodion Schedrin componeerde een ballet in één bedrijf De dame met het schoothondje, voor het eerst uitgevoerd op 20 november 1985 in het Bolshoi Theater in Moskou met als dirigent Alexander Lazarev.
Een Italiaans/Russische filmbewerking uit 1987 getiteld Donkere ogen (Italiaans: Oci ciornie; Russisch: Очи чёрные; Frans: Les Yeux noirs) gaat over een 19e-eeuwse getrouwde Italiaan die verliefd wordt op een getrouwde Russische vrouw. Rollen worden gespeeld door Marcello Mastroianni, Silvana Mangano, Oleg Tabakov, Jelena Safonova, Pina Cei en Vsevolod Larionov. De film was bewerkt door Aleksandr Adabasjan, Suso Cecchi d'Amico en Nikita Michalkov, geïnspireerd door verhalen van Tsjechov. Michalkov had de regie. Mastroianni ontving de prijs voor beste acteur op het Cannes Film Festival en werd genomineerd voor de Academy Award.
Er zijn ook bewerkingen voor toneel gemaakt, bijvoorbeeld door Peter Campbell voor het Tsjechov-Now Festival in New York in 2002. Het  toneelstuk Zonnesteek, geregisseerd door Oleg Mirochnikov, combineert De dame met het hondje met Ivan Bunin's Zonnesteek. Het stuk werd in 2013 opgevoerd in het Platform Theatre in Londen. Een operaversie getiteld "The Lady with the Pet Dog" ging in 2010 in première op het Cornell College in Mount Vernon, Iowa.
Joyce Carol Oates schreef een aangepaste versie van het verhaal, ook getiteld "The Lady with the Pet Dog" dat werd gepubliceerd in 1972. Oates beschrijft het verhaal vanuit het gezichtspunt van Anna en het speelt in New York en Nantucket.
Brian Friel's toneelstuk The Yalta Game (2001) is losjes gebaseerd op het verhaal van Tsjechov.
Tony Tanner kwam met een musical-comedy versie in september 2016, die hij schreef en regisseerde. "The Lady with the Little Dog," werd opgevoerd in de Great Hall Courtyard van Plummer Park in West Hollywood, Californië.
De door Tsjechov beschreven romance is een centraal thema in de film Goerov en Anna uit 2014.